# 大商集团

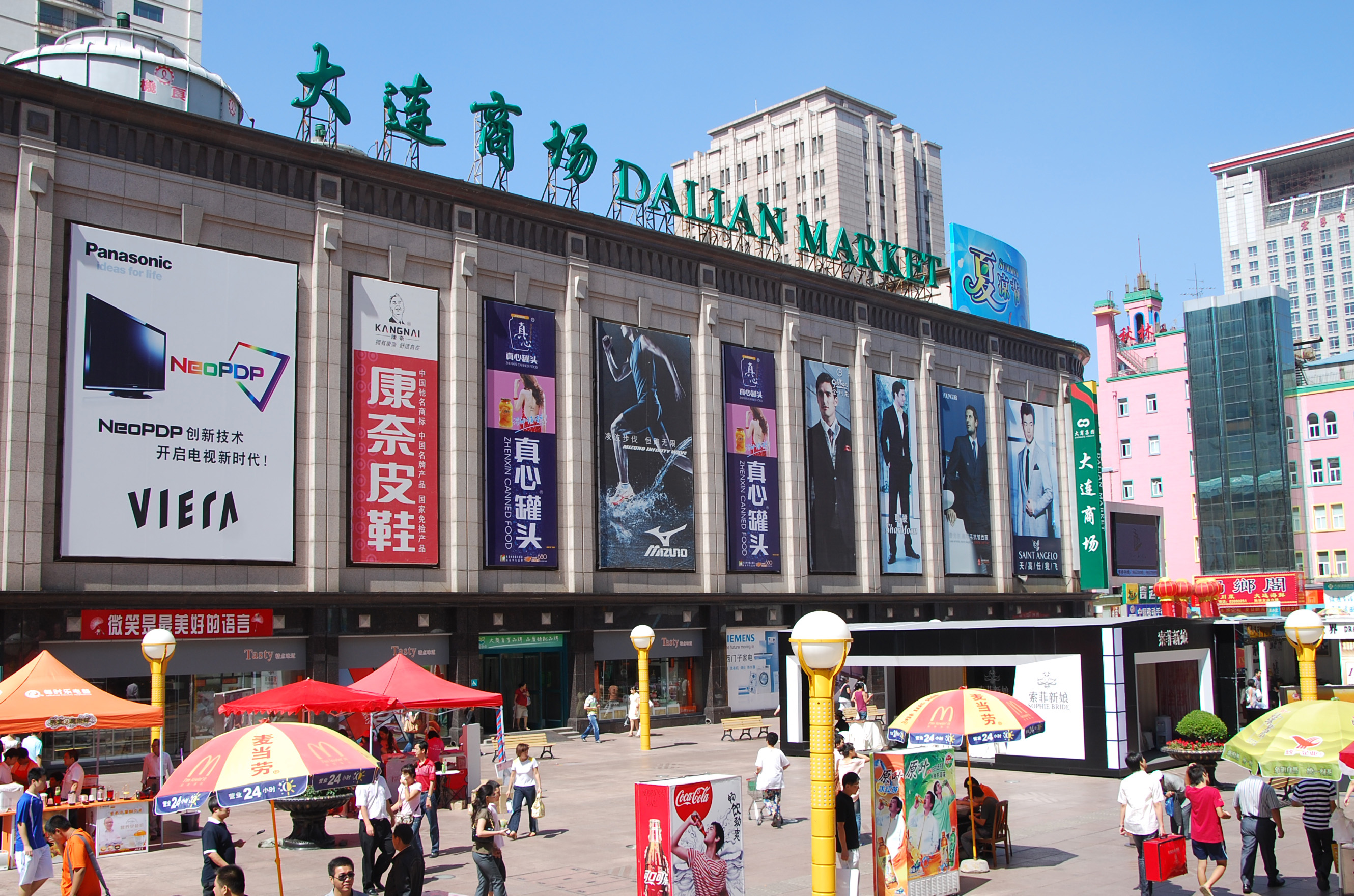
大连商场是大商集团的旗舰店

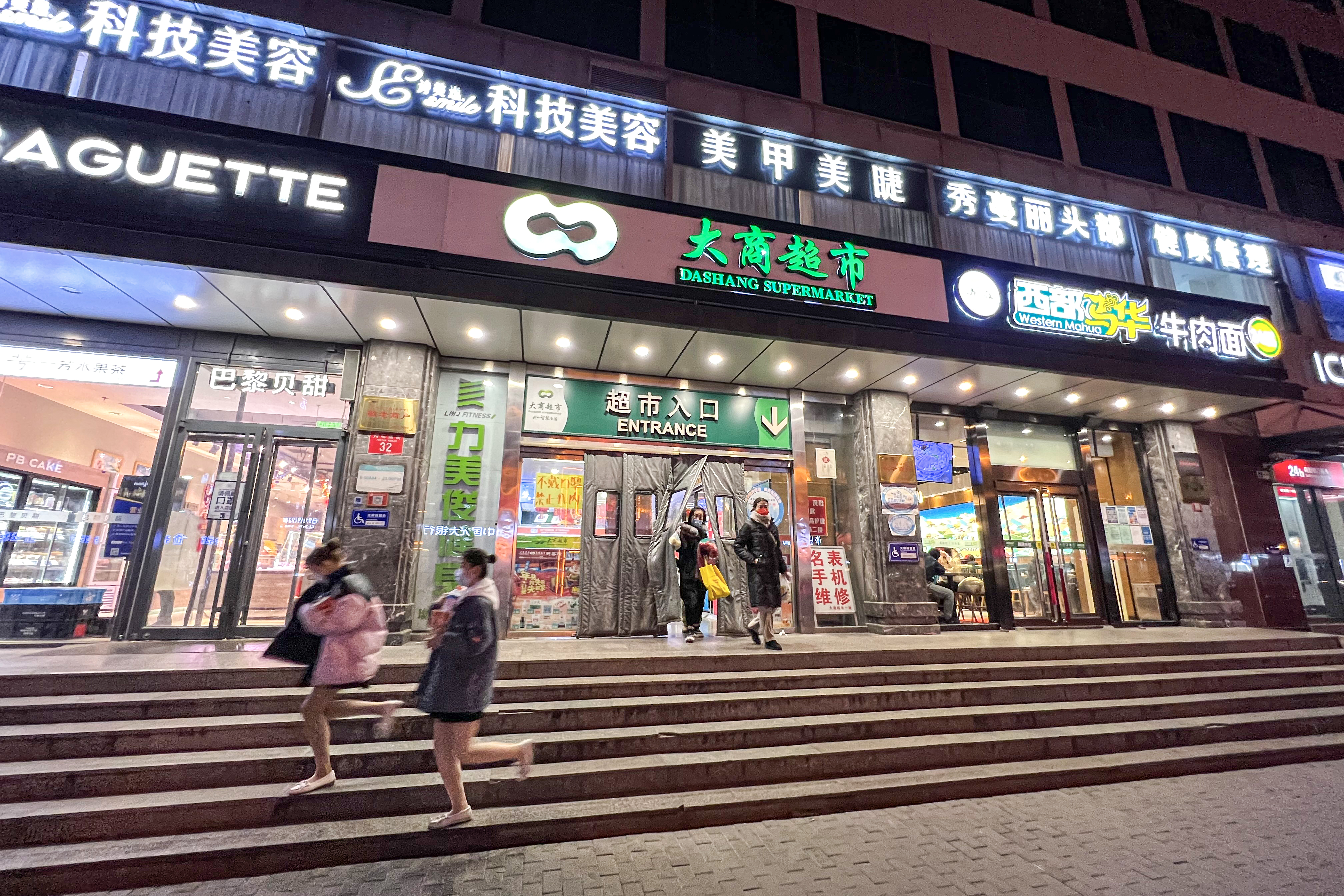
北京月坛南街的大商超市

大商集团（上交所：600694），本部位于辽宁省大连市中山区青泥洼桥商业区。是中国最大的百货商业集团，2019中国民营企业500强”榜单，大商集团有限公司以3002亿元位居12名。目前拥有大量店铺，分布在15省（包括北京市）80多个城市，总建筑面积超过400万平方米，员工总人数18万人，2019年销售实现3280亿元。其股票在上海证券交易所上市。